# Sedmero kajícných žalmů

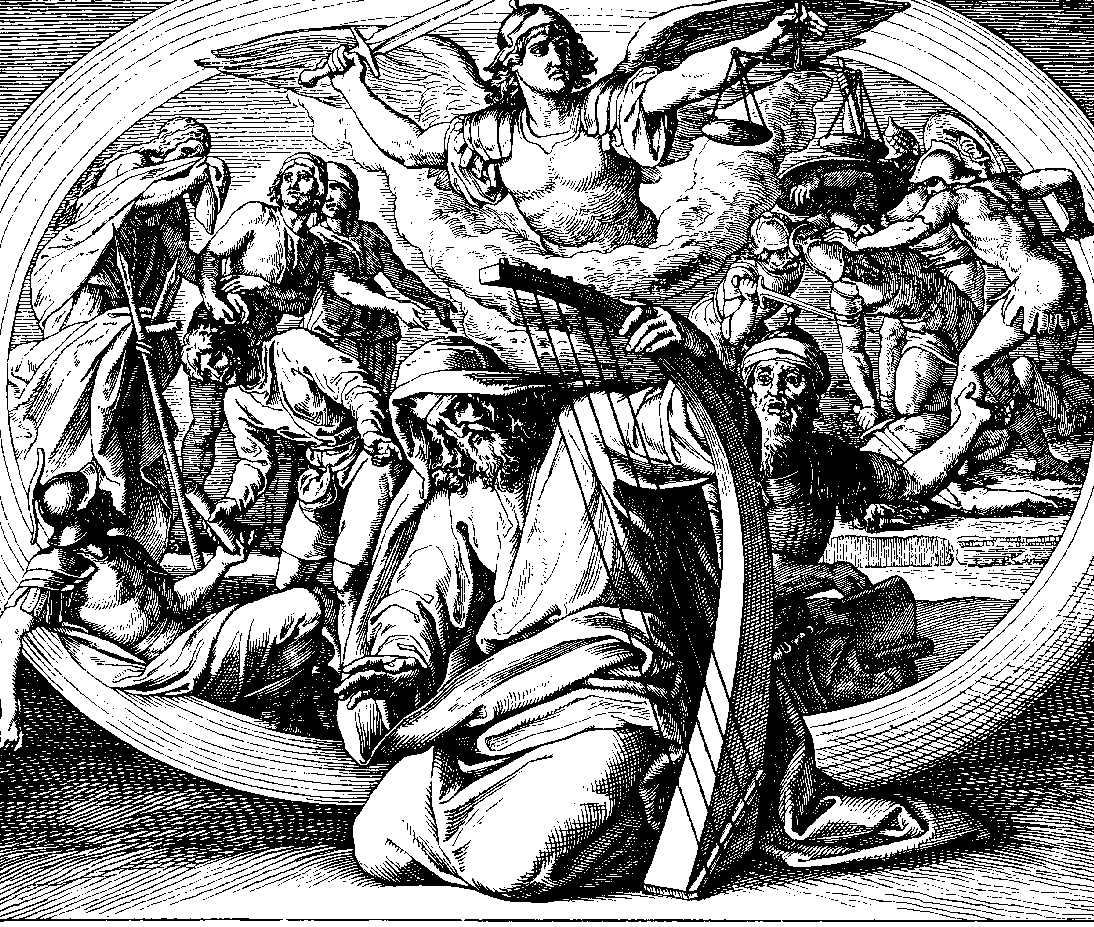
Král David při zpěvu kajícného žalmu (dřevořezba, von Carolsfeld 1860)

Sedmero kajícných žalmů je skupina biblických žalmů, které spojuje téma kajícnosti, lítosti nad spáchanými hříchy, vzdálenosti od Boha a touhy po odpuštění. Jako vyjádření kajícnosti byl a je tento výběr žalmů využíván v osobní i liturgické modlitbě.

## Kajícné žalmy
Jde o žalmy 6, 32, 38, 51, 102, 130 a 142. Tyto žalmy, zvláště žalm 51, byly od dob prvotní církve velmi oblíbeny a jako o kajícných modlitbách o nich hovoří už svatý Augustin, konkrétní výběr těchto žalmů je však dílem mnicha Cassiodora ze 6. století.

## Užití
V liturgii se dříve používaly při obřadu tonzury mnichů, který však byl pro většinu řeholníků zrušen v roce 1972, při modlitbách za nemocné, během udělování svátosti pomazání nemocných a podobně. Dříve byla také jejich modlitba povinná pro všechny kněze ve všední dny doby postní v rámci denní modlitby církve; to je v současné době zrušeno jako povinnost, doporučení modlit se tyto žalmy zvláště v době postní však trvá. Jansenismus je doporučoval jako náhradu růžence, jak o tom svědčí zmínka v traktátu sv. Ludvíka z Montfortu O pravé mariánské úctě.

## V kultuře
Tyto žalmy byly mnohokrát zhudebňovány (Orlando di Lasso, Andrea Gabrieli, Giovanni Croce, William Byrd) a přebásňovány do národních jazyků (Sir Thomas Wyatt, Francesco Petrarca, Paul Claudel, Pierre Corneille).